# این یک فیلم تابستانی است
این یک فیلم تابستانی است (انگلیسی: It's a Summer Film) یک کمدی رمانتیک علمی تخیلی ژاپنی محصول ۲۰۲۱ به نویسندگی و کارگردانی سوشی ماسوموتو است. این فیلم در یک دبیرستان ژاپنی در جریان فیلمبرداری یک فیلم مدرسه ای به نام «بهار سامورایی» می‌گذرد.